# International Paper
International Paper Company (NYSE: IP) er en amerikansk pulp- og papirproducent. De har ca. 56.000 ansatte, og deres hovedkvarter i Memphis, Tennessee. International Paper har en årsomsætning på ca. 21 mia. $.
Virksomheden blev etableret i 1898 ved en fusion imellem 17 pulp- og papirmøller i det nordøstlige USA.